# لوئیز ماندرل
لوئیز ماندرل (انگلیسی: Louise Mandrell؛ زادهٔ ۱۳ ژوئیهٔ ۱۹۵۴) خواننده و سرگرم‌کننده اهل ایالات متحده آمریکا است. وی از سال ۱۹۷۷ میلادی تاکنون مشغول فعالیت بوده است.